# Giorgio Gomelsky
Giorgio Gomelsky, född 28 februari 1934 i Tbilisi i Georgien (då Georgiska SSR, Sovjetunionen), död 13 januari 2016 i New York, var en georgisk-brittisk filmare, impressario, musikmanager och skivproducent. Han ägde Crawdaddy Club där The Rolling Stones var husband, och han var tidigt involverad i deras karriär. Han hyrde The Yardbirds som en ersättning och var också deras manager. Han var också deras producent från början till 1966. 1967 startade han Marmalade Records (distribueras av Polydor), där Julie Driscoll, Brian Auger and the Trinity, The Blossom Toes och tidiga inspelningar av Graham Gouldman, Kevin Godley och Lol Creme, som blev 10cc, finns representerade. Bolaget avslutades 1969. 
Giorgio var också i involverad i Soft Machine, Daevid Allen och Gong och Magma.
Gomelsky avled i cancer i januari 2016, 81 år gammal.